# Lecanicillium antillanum
Lecanicillium antillanum är en svampart som först beskrevs av R.F. Castañeda & G.R.W. Arnold, och fick sitt nu gällande namn av Zare & W. Gams 2001. Lecanicillium antillanum ingår i släktet Lecanicillium och familjen Cordycipitaceae.   Inga underarter finns listade i Catalogue of Life.